# Duna (novel·la)
Duna (en anglès, Dune) és una novel·la de ciència-ficció escrita per Frank Herbert i publicada el 1965. Va rebre el Premi Hugo de 1966 i el primer Premi Nebula a la Millor Novel·la. Duna es considera popularment una de les millors novel·les de ciència-ficció, i sovint se cita com la novel·la de ciència-ficció més venuda de tots els temps. Duna fou seguit de cinc seqüeles escrites també per Frank Herbert, i va inspirar una pel·lícula el 1984 de David Lynch, dues mini-sèries fetes pel canal de ciència-ficció dels Estats Units, videojocs, jocs de taula, i una sèrie de preqüeles i seqüeles coescrites pel fill de l'autor Brian Herbert i Kevin J. Anderson. Denis Villeneuve va fer una nova versió, separant la novel·la en dues pel·lícules.

## Trama
Duna pren lloc en un futur llunyà, enmig d'un imperi interestel·lar feudal on els planetes són controlats per cases nobles que deuen obediència a la casa Imperial: la Casa Corrino. La novel·la narra la història d'un jove Paul Atreides (hereu del Duc Leto Atreides) quan ell i la seva família es muden al planeta Arrakis, l'única font de l'espècia melange, la substància més important i valuosa de tot l'Univers. En una història que explora les complexes interaccions de la política, religió, ecologia, tecnologia, i les emocions humanes, el destí de Paul, la seva família, el seu nou planeta i els seus habitants natius, així com el de l'emperador, la poderosa Guilda Espacial, i l'orde femení secret de les Bene Gesserit, s'entrecreuen en una confrontació que canviarà el curs de la humanitat.

## Edicions en català
- Duna, traduïda per Manuel de Seabra, Edicions Pleniluni, Barcelona 1989. ISBN 84-85752-60-0
- Dune, traduïda per Manuel de Seabra, Mai Més Llibres i Raig Verd, Barcelona 2021. ISBN 978-84-123633-5-7[3]

## Adaptacions
El llibre de Frank Herbert ha estat adaptat al cinema pel director David Lynch l'any 1984.
El 2020 el director de cinema Denis Villeneuve va rodar-ne una adaptació amb un gran elenc d'actors, entre els que es troben Timothée Chalamet, Oscar Isaac, Zendaya, Javier Bardem i altres actors coneguts.